# Hygrochroa pandara
Hygrochroa pandara är en fjärilsart som beskrevs av Druce 1898. Hygrochroa pandara ingår i släktet Hygrochroa och familjen silkesspinnare. Inga underarter finns listade i Catalogue of Life.